# سونو ساچیکو
سونو ساچیکو (انگلیسی: Sono Sachiko; ۲۳ دسامبر ۱۸۶۷ – ۷ ژوئیهٔ ۱۹۴۷) درباری، پنجمین سوکوشیتسو (زن غیراصلی) امپراتور میجی اهل ژاپن بود.